# Авила (Арканзас)
Авила (енгл. Avilla) насељено је место без административног статуса у америчкој савезној држави Арканзас.

## Демографија
По попису из 2010. године број становника је 896.
| Група             | 2000.    | 2010.       |
| Белци             | 0 (0,0%) | 845 (94,3%) |
| Афроамериканци    | 0 (0,0%) | 21 (2,3%)   |
| Азијати           | 0 (0,0%) | 4 (0,4%)    |
| Хиспаноамериканци | 0 (0,0%) | 11 (1,2%)   |
| Укупно            | 0        | 896         |